# San Cosma (Pontecorvo)
San Cosma è una contrada della città di Pontecorvo, in provincia di Frosinone.

## Storia
Il Santuario di San Cosma e Damiano (che allora non era ancora un santuario) fu costruito intorno al VII secolo su una piccola collina alle pendici del Monte Leuci (un piccolo monte di Pontecorvo situato in contrada Tordoni, tuttavia la parte di monte della chiesa è appartenente a San Cosma). Il primo documento storico ufficiale in cui si menziona è conservato negli archivi dell'Abbazia di Montecassino ed è stato scritto nel 955. Il documento si tratta di un contratto di enfiteusi tra l'Abbazia, che possedeva una terra vicino Pontecorvo, e un monaco di nome Giovanni che doveva coltivarla. Nel documento si può dedurre l'esistenza di una chiesa dedicata ai due martiri e inoltre si può capire che, prima di questa, ci fu un'altra chiesetta distrutta dedicata solo a San Cosma; è descritta come piccola e con una figura del santo, non era molto arredata e fornita data la lontananza dalla città, la povertà della gente del posto e il luogo in cui era costruita, in piena campagna. In seguito essa fu dedicata anche a San Damiano.
Attorno alla struttura nel corso dei secoli si sviluppò il centro abitato con alcune torri piazzate in posizioni strategiche appartenenti a famiglie importanti chiamati Casali.
Nel Medioevo, la contrada di San Cosma venne chiamata "contrada Serpe", per via dell'alto numero di serpenti che vi erano nella zona.
La frazione, assieme a tutta la città di Pontecorvo, andò sotto il possesso del papato e più precisamente dell'Abbazia di Montecassino, poi degli angioini e degli aragonesi, per poi tornare allo Stato Pontificio nel 1463 come enclave nel Regno di Napoli fino a diventare a far parte del Regno d'Italia, ad eccezione del periodo napoleonico in cui divenne un principato.
Nel 1860 la frazione fu annessa al nuovo Regno d'Italia per mano dei soldati di Vittorio Emanuele II il 7 dicembre dopo aver organizzato una rivolta contro i borboni e il papato il 2 settembre.
Nel corso del tempo l'afflusso di turisti e pellegrini aumentò e la primitiva chiesa dovette subire alcuni cambiamenti per renderla più grande. Secondo un documento trovato nell'archivio storico del  nel 1889 e don Antonio Papa (prete della zona), nominato cappellano, creò un comitato per raccogliere fondi per allungare l'unica piccola navata dell'edificio e fornì i materiali necessari per compiere l'operazione: l'ampliamento riuscirà e inoltre, accanto ad essa (alla navata) verranno costruite due stanze collegate al resto della struttura, esse successivamente saranno adibite ad aule scolastiche dove il parroco svolgeva le lezioni di catechismo ai bambini della zona. Nel 1915 don Antonio Papa andò a combattere la Prima Guerra Mondiale e morì. La chiesa subì alcuni cambiamenti dopo la Grande Guerra, infatti ci fu un'ulteriore ristrutturazione dell'edificio nel 1929 grazie all'iniziativa di un altro parroco, don Salvatore Cerro. Il 10 luglio 1941 il monsignor Michele Fontevecchia nominò la chiesa dedicata ai Santi Medici un "Santuario Diocesano".

## Origini del nome
Il nome della frazione di San Cosma deriva dal nome del suo Santuario, dedicato ai Santi Cosma e Damiano.

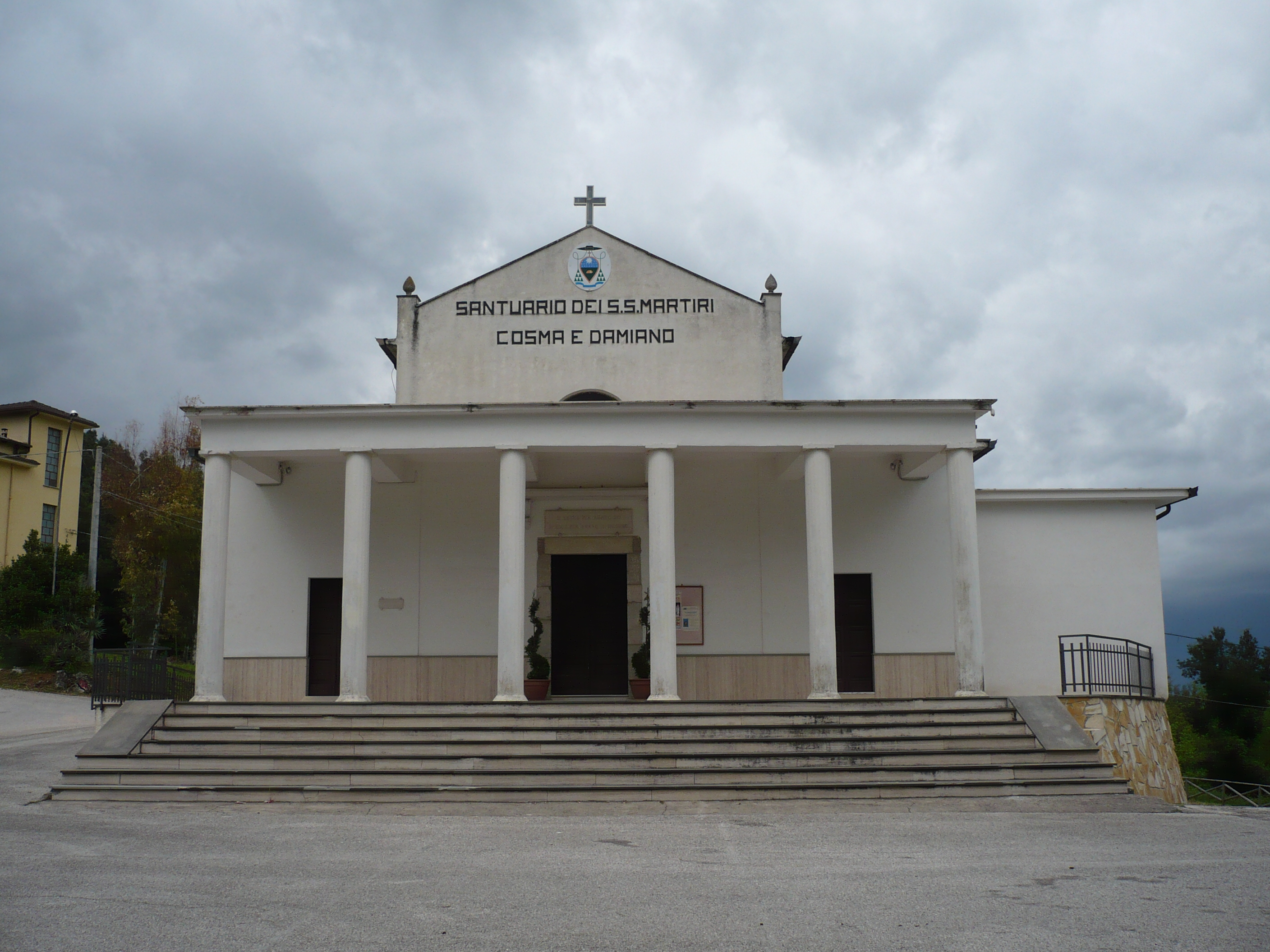
Il santuario dei Santi Cosma e Damiano

## Società

### Lingue e dialetti
La parlata della frazione appartiene ai dialetto ciociaro anche se è abbastanza diverso ai dialetti di altri paesi limitrofi in quanto ha fatto parte dello Stato Pontificio e dunque ha assorbito anche una buona parte di dialetto romanesco.

### Tradizioni e folclore
Il costume usato qui, ormai non più in uso, era un abito tipico della Ciociaria: per le donne un vestito da "Pakkiana" (chiamata così in dialetto pontecorvese) per gli uomini sempre un abito della zona.
In quanto alle feste, verso la fine di agosto si festeggia la "Festa della Sagna" davanti al santuario della frazione, per celebrare il piatto tradizionale del posto.
Nell'intero mese di settembre invece si festeggiano i Santi Medici. Questa ricorrenza attira turisti e pellegrini da tutta la provincia che vengono a visitare il santuario.

## Cucina
Il piatto tipico della zona è la "sagna", un tipo di pasta simile a tagliatelle, che possono essere arrotolate o non, con salsa di pomodoro e solitamente accompagnate da legumi, soprattutto da ceci, fagioli e lenticchie. Un altro piatto molto conosciuto e apprezzato è la lasagna.

## Economia
L'economia della frazione si basa principalmente sull'agricoltura e sull'allevamento data la grande presenza di terreni agricoli e acqua (data da un canale del fiume Liri che passa nella zona). San Cosma, infatti, è conosciuta in provincia per la produzione di pane e vino.
Una piccola parte d'economia si basa, invece, sul turismo, legato alle visite al Santuario dei Santi Cosma e Damiano.

## Geografia antropica
Il punto centrale della frazione è ovviamente il santuario attorno a cui si sviluppano le abitazioni. Si trova a ridosso della SP257 che collega la frazione al resto della città, inoltre è collegata alla via Leuciana che collega Pontecorvo a Pico e a Castrocielo. Attraverso una diramazione della SP257 è possibile raggiungere San Giovanni Incarico.